# My Friend the Devil
My Friend the Devil è un film muto del 1922 prodotto e diretto da Harry F. Millarde (il regista, nei titoli, appare con il nome Harry Millarde). Distribuito dalla Fox Film Corporation, aveva come interpreti Charles Richman, Barbara Castleton, Peggy Shaw.

La sceneggiatura di Paul Sloane è un adattamento per lo schermo di Le Docteur Rameau, romanzo dello scrittore francese Georges Ohnet, pubblicato a Parigi nel 1899.

## Trama
Persa la fede da ragazzo, dopo avere visto la madre morire colpita da un fulmine, George Dryden è un ateo convinto. Chirurgo di fama, ha sposato una donna che presto muore a causa del suo cuore malato. Dal matrimonio è nata una figlia. Molti anni dopo, la ragazza ormai adulta è sul punto di sposarsi. Il giorno del matrimonio, Dryden scopre che la moglie aveva avuto una relazione con un pittore. Infuriato, allontana la figlia. Lei, in preda a un collasso emotivo, si ammala. Dryden, che corre a curarla, fa di tutto per cercare di guarirla, ma senza successo. L'unica cosa che gli resta, ormai, è quella di ricorrere alla preghiera: disperato, si rivolge a dio. La ragazza guarisce e a lui torna la fede.

## Produzione
Prodotto da Harry F. Millarde per la Fox Film Corporation. Fu l'unica volta che il regista produsse un film.

## Distribuzione

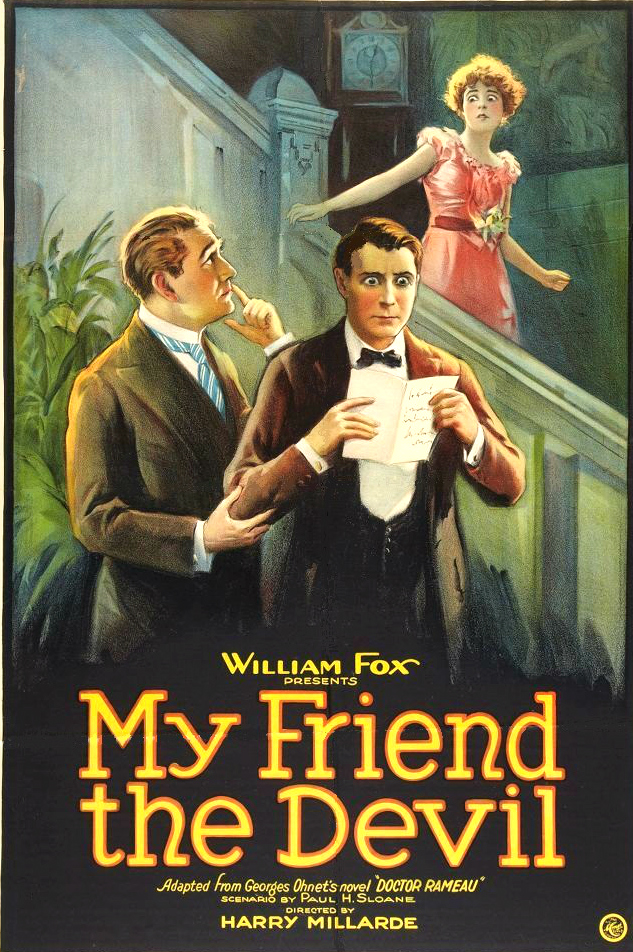
Pubblicità del film

Il copyright del film, richiesto dalla Fox, fu registrato il 19 novembre 1922 con il numero LP19113. Lo stesso giorno, uscì anche nelle sale cinematografiche, distribuito negli Stati Uniti dalla Fox Film Corporation, sotto la dizione Presentato da William Fox.
Non si conoscono copie ancora esistenti della pellicola che viene considerata presumibilmente perduta.